# Élections législatives de 1997 dans l'Ardèche
Les élections législatives françaises de 1997 se déroulent les 25 mai et 1er juin 1997.  Dans le département de l'Ardèche, trois députés sont à élire dans le cadre de trois circonscriptions.

## Élus
| Circonscription | Député sortant    | Parti | Parti    | Député élu ou réélu | Parti | Parti |
| --------------- | ----------------- | ----- | -------- | ------------------- | ----- | ----- |
| 1re             | Amédée Imbert     |       | UDF (PR) | Pascal Terrasse     |       | PS    |
| 2e              | Henri-Jean Arnaud |       | RPR      | Jacques Dondoux     |       | PRS   |
| 3e              | Jean-Marie Roux   |       | RPR      | Stéphane Alaize     |       | PS    |

## Résultats

### Résultats à l'échelle du département
| Parti          | Parti                              | Premier tour | Premier tour | Second tour | Second tour | Sièges |
| Parti          | Parti                              | Voix         | %            | Voix        | %           | Sièges |
| -------------- | ---------------------------------- | ------------ | ------------ | ----------- | ----------- | ------ |
|                | Parti socialiste                   | 26 222       | 19,00        | 51 917      | 35,12       | 2      |
|                | Parti radical-socialiste           | 15 473       | 11,21        | 28 357      | 19,18       | 1      |
|                | Parti communiste français          | 15 443       | 11,19        |             |             | 0      |
|                | Les Verts                          | 4 242        | 0,38         | 0           |             |        |
|                | Divers gauche                      | 519          | 0,38         | 0           |             |        |
|                | Gauche plurielle                   | 61 899       | 44,85        | 80 274      | 54,30       | 3      |
|                |                                    |              |              |             |             |        |
|                | Rassemblement pour la République   | 29 792       | 21,58        | 48 725      | 32,96       | 0      |
|                | Union pour la démocratie française | 10 188       | 7,38         | 18 843      | 12,75       | 0      |
|                | La Droite indépendante             | 4 480        | 3,25         |             |             | 0      |
|                | Divers droite                      | 3 376        | 2,45         | 0           |             |        |
|                | Droite parlementaire               | 47 836       | 34,66        | 67 568      | 45,70       | 0      |
|                |                                    |              |              |             |             |        |
|                | Front national                     | 19 451       | 14,09        |             |             | 0      |
|                | Divers écologiste dont MÉI et GÉ   | 6 406        | 4,64         | 0           |             |        |
|                | Divers                             | 2 431        | 1,76         | 0           |             |        |
|                |                                    |              |              |             |             |        |
| Inscrits       | Inscrits                           | 208 831      | 100,00       | 208 814     | 100,00      | 3      |
| Abstentions    | Abstentions                        | 63 388       | 30,35        | 51 778      | 24,8        |        |
| Votants        | Votants                            | 145 443      | 69,65        | 157 036     | 75,2        |        |
| Blancs et nuls | Blancs et nuls                     | 7 420        | 5,1          | 9 194       | 5,85        |        |
| Exprimés       | Exprimés                           | 138 023      | 94,9         | 147 842     | 94,15       |        |

### Résultats par circonscription

#### Première circonscription (Privas)
La circonscription de Privas est composée des cantons de Bourg-Saint-Andéol, Chomérac, Le Cheylard, Privas, Rochemaure, Saint-Martin-de-Valamas, Saint-Pierreville, Vernoux-en-Vivarais, Viviers et La Voulte-Sur-Rhône. Les quatre principaux candidats en lice dans cette circonscription (par ordre alphabétique) :
- Robert Cotta, 51 ans, maire de Cruas, candidat investi par le PCF ;
- Amédée Imbert, 71 ans, député sortant, maire et conseiller général de Privas, reconduit par l'UDF et soutenu par le RPR ;
- Christian Lavis, 47 ans, conseiller général de Viviers, candidat dissident de l'UDF ;
- Pascal Terrasse, 32 ans, conseiller général et municipal d'opposition de Bourg-Saint-Andéol, représentant le PS.

| Candidat                     | Candidat              | Parti          | Premier tour | Premier tour | Second tour | Second tour |  |
| Candidat                     | Candidat              | Parti          | Voix         | %            | Voix        | %           |  |
| ---------------------------- | --------------------- | -------------- | ------------ | ------------ | ----------- | ----------- |  |
|                              | Pascal Terrasse élu   | PS             | 13 859       | 31,88        | 27 377      | 59,23       |  |
|                              | Amédée Imbert sortant | UDF (PR)       | 10 188       | 23,44        | 18 843      | 40,77       |  |
|                              | Robert Cotta          | PCF            | 6 347        | 14,60        |             |             |  |
|                              | Jean-Joël Vanhove     | FN             | 6 157        | 14,16        |             |             |  |
|                              | Christian Lavis       | diss. UDF      | 2 876        | 6,62         |             |             |  |
|                              | Jacques Jung          | Les Verts      | 1 754        | 4,03         |             |             |  |
|                              | Pascal Bossan         | LDI (MPF)      | 1 149        | 2,64         |             |             |  |
|                              | Jean-Philippe Smadja  | GÉ             | 1 140        | 2,62         |             |             |  |
|                              |                       |                |              |              |             |             |  |
| Inscrits                     | Inscrits              | Inscrits       | 65 402       | 100,00       | 65 398      | 100,00      |  |
| Abstentions                  | Abstentions           | Abstentions    | 19 613       | 29,99        | 16 024      | 24,5        |  |
| Votants                      | Votants               | Votants        | 45 789       | 70,01        | 49 374      | 75,5        |  |
| Blancs et nuls               | Blancs et nuls        | Blancs et nuls | 2 319        | 5,06         | 3 154       | 6,39        |  |
| Exprimés                     | Exprimés              | Exprimés       | 43 470       | 94,94        | 46 220      | 93,61       |  |
| Source : Assemblée nationale |                       |                |              |              |             |             |  |

##### Analyse
Les électeurs de cette circonscription avaient placé Lionel Jospin en tête en 1995. Les chances d'Amédée Imbert de conserver son mandat sont très faibles, étant également condamné par la presse (notamment en 1996) pour un bilan jugé insuffisant et surtout le député sortant doit affronter un jeune loup du PS Pascal Terrasse qui avait été directeur de cabinet de Robert Chapuis (qui a perdu au profit de Terrasse l'investiture du PS). À droite c'est le trop-plein avec la candidature du conseiller général de Viviers Christian Lavis et celle du maire et conseiller général de Saint-Pierreville Michel Valla suivi ensuite du maire du Pouzin Alain Martin mais Valla et Martin se retirent rapidement de la course au profit du maire de Privas. Au soir du premier tour, Pascal Terrasse est largement en tête en frôlant les 32 alors que Amédée Imbert est loin derrière avec 23,44 et il est aussi en difficulté dans son fief (minoritaire dans son canton et seulement 9 voix d'avance sur Terrasse à Privas) alors que la gauche appelle à soutenir le candidat socialiste, le FN décide de s'abstenir et Christian Lavis aussi. Le 1er juin suivant, Pascal Terrasse réalise le plus gros score d'un candidat de gauche dans cette circonscription avec 59,23 et il est en tête dans six cantons sur huit alors que Imbert est majoritaire dans ceux du Cheylard et de Saint-Martin-de-Valamas avec moins de 52 et il est balayé dans son propre canton (42) ainsi que battu dans sa ville (47,7).

#### Deuxième circonscription (Annonay)
La circonscription de Tournon est composée des cantons de Annonay-Nord, Annonay-Sud, Lamastre, Saint-Agrève, Saint-Félicien, Saint-Péray, Satillieu, Serrières et Tournon. Les deux principaux candidats en lice dans cette circonscription (par ordre alphabétique) :
- Henri-Jean Arnaud, 68 ans, député sortant, maire et conseiller général de Guilherand-Granges, investi par le RPR et soutenu par l'UDF ;
- Jacques Dondoux, 66 ans, maire et conseiller général de Saint-Agrève, candidat du PRS et soutenu par le PS.

| Candidat                     | Candidat                        | Parti          | Premier tour | Premier tour | Second tour | Second tour |  |
| Candidat                     | Candidat                        | Parti          | Voix         | %            | Voix        | %           |  |
| ---------------------------- | ------------------------------- | -------------- | ------------ | ------------ | ----------- | ----------- |  |
|                              | Henri-Jean Arnaud sortant       | RPR            | 16 086       | 31,62        | 26 500      | 48,31       |  |
|                              | Jacques Dondoux élu             | PRS            | 15 473       | 30,42        | 28 357      | 51,69       |  |
|                              | Henry Desprès                   | FN             | 7 050        | 13,86        |             |             |  |
|                              | Patrick Laybros                 | PCF            | 3 644        | 7,16         |             |             |  |
|                              | Michel Rabanit                  | Les Verts      | 2 488        | 4,89         |             |             |  |
|                              | Patrick de Glises de la Rivière | LDI (MPF)      | 2 147        | 4,22         |             |             |  |
|                              | François Egéa                   | Divers (US4J)  | 1 238        | 2,43         |             |             |  |
|                              | Stéphane Wendlinger             | Divers         | 1 193        | 2,35         |             |             |  |
|                              | Malik Benkhellaf                | GÉ             | 1 028        | 2,02         |             |             |  |
|                              | Christine Nucci                 | Divers gauche  | 519          | 1,02         |             |             |  |
|                              |                                 |                |              |              |             |             |  |
| Inscrits                     | Inscrits                        | Inscrits       | 79 154       | 100,00       | 79 152      | 100,00      |  |
| Abstentions                  | Abstentions                     | Abstentions    | 25 442       | 32,14        | 21 054      | 26,6        |  |
| Votants                      | Votants                         | Votants        | 53 712       | 67,86        | 58 098      | 73,4        |  |
| Blancs et nuls               | Blancs et nuls                  | Blancs et nuls | 2 846        | 5,3          | 3 241       | 5,58        |  |
| Exprimés                     | Exprimés                        | Exprimés       | 50 866       | 94,7         | 54 857      | 94,42       |  |
| Source : Assemblée nationale |                                 |                |              |              |             |             |  |

##### Analyse
Dans ce fief tenu par la droite depuis 1928, le député sortant Henri-Jean Arnaud part favori mais son suppléant Claude Faure, maire d'Annonay doit faire face à l'annulation des municipales de juin 1995 dans sa ville et c'est dans ce climat de double campagne, circonscription-Annonay que Arnaud doit faire face. Déjà candidat en 1988, Jacques Dondoux, repart avec cette fois-ci l'étiquette du PRS et le soutien du PS alors que H-J Arnaud se dit confiant, Dondoux lui se réclame du blairisme et raille la profession de foi de son adversaire qui lui reproche d'utiliser des vieilles photos pour sa campagne. Au soir du premier tour, le Dr Arnaud arrive en tête avec 31,62 mais il n'a que 613 voix d'avance sur Jacques Dondoux qui grâce au soutien des autres candidats fera tomber cette circonscription de Tournon au second tour en devenant député avec 51,69 contre 48,31 pour Henri-Jean Arnaud. Dondoux en est tête dans les deux cantons d'Annonay, Lamastre (pourtant tenu par la droite), Tournon et Saint-Agrève alors que Arnaud est majoritaire dans ceux de Satillieu, Saint-Félicien, Saint-Péray et Serrières. Grâce à sa victoire, Jacques Dondoux sera nommé secrétaire d'État au Commerce extérieur dans le gouvernement de Lionel Jospin et c'est son suppléant Jean Pontier qui ira siéger au Palais Bourbon.

#### Troisième circonscription (Aubenas)
La circonscription de Largentière est composée des cantons de Antraigues, Aubenas, Burzet, Coucouron, Joyeuse, Largentière, Montpezat-sous-Bauzon, Saint-Étienne-de-Lugdarès, Thueyts, Valgorge, Vals-les-Bains, Vallon-Pont-d'Arc, Villeneuve-de-Berg et des Vans.
Les quatre principaux candidats en lice dans cette circonscription (par ordre alphabétique) :
- Stéphane Alaize, 33 ans, maire et conseiller général d'Aubenas, investi par le PS ;
- Thierry Arsac, 34 ans, représentant le FN ;
- Henri Delauche, 54 ans, maire adjoint d'Aubenas, candidat du PCF ;
- Jean-Marie Roux, 56 ans, député sortant, maire et conseiller général des Vans, reconduit par le RPR et soutenu par l'UDF.

| Candidat                     | Candidat                | Parti          | Premier tour | Premier tour | Second tour | Second tour |
| Candidat                     | Candidat                | Parti          | Voix         | %            | Voix        | %           |
| ---------------------------- | ----------------------- | -------------- | ------------ | ------------ | ----------- | ----------- |
|                              | Jean-Marie Roux sortant | RPR            | 13 706       | 31,37        | 22 225      | 47,52       |
|                              | Stéphane Alaize élu     | PS             | 12 363       | 28,30        | 24 540      | 52,48       |
|                              | Thierry Arsac           | FN             | 6 244        | 14,29        |             |             |
|                              | Henri Delauche          | PCF            | 5 452        | 12,48        |             |             |
|                              | Bernard Égal            | MÉI            | 2 447        | 5,60         |             |             |
|                              | Pierre Courouble        | GÉ             | 1 791        | 4,10         |             |             |
|                              | Ulysse Barbe            | LDI (CNIP)     | 1 184        | 2,71         |             |             |
|                              | Roger Kappel            | Divers droite  | 500          | 1,14         |             |             |
|                              |                         |                |              |              |             |             |
| Inscrits                     | Inscrits                | Inscrits       | 64 275       | 100,00       | 64 264      | 100,00      |
| Abstentions                  | Abstentions             | Abstentions    | 18 333       | 28,52        | 14 700      | 22,87       |
| Votants                      | Votants                 | Votants        | 45 942       | 71,48        | 49 564      | 77,13       |
| Blancs et nuls               | Blancs et nuls          | Blancs et nuls | 2 255        | 4,91         | 2 799       | 5,65        |
| Exprimés                     | Exprimés                | Exprimés       | 43 687       | 95,09        | 46 765      | 94,35       |
| Source : Assemblée nationale |                         |                |              |              |             |             |

##### Analyse
Après avoir réalisé la conquête du canton en 1994 puis celle de la mairie d'Aubenas en 1995, Stéphane Alaize apparaît comme l'homme fort à gauche dans le Sud-Ardèche et le candidat le mieux placer pour reprendre cette circonscription perdu en 1993. Face à lui le député sortant Jean-Marie Roux réalise l'union à droite à la différence de 93 et il bénéficie du soutien du jeune maire de Vals-les-Bains et conseiller général Jean-Claude Flory (candidat comme suppléant) qui est très implanté dans son canton et dans sa ville. Le Front national espère lui faire un bon score avec la candidature de Thierry Arsac qui fut plusieurs fois candidat comme suppléant avec Raymond Béraud. Si l'atout d'Alaize demeure sa jeunesse et son ambition certains lui reprochent son côté ombrageux et hussard alors que Roux est jugé comme un gestionnaire de famille mais on lui reproche de surtout penser aux sénatoriales de 1998 et son ambition de devenir sénateur. Lors du premier tour, Jean-Marie Roux arrive en tête avec 31,37 (alors qu'en 1993, les voix de droite étaient de 46,6) et Alaize fait 28,30 mais la surprise est le score d'Arsac et du FN qui frôle les 15. Stéphane Alaize sera élu au second tour avec 52,48 contre 47,52 pour le maire des Vans, le candidat Alaize est en tête dans les cantons d'Aubenas, Antraigues, Largentière, Thueyts, Valgorge, Vals-les-Bains, Vallon-Pont-d'Arc, Villeneuve-de-Berg et les Vans alors que Roux est en tête dans ceux de Burzet, Coucouron, Joyeuse, Montpezat et Saint-Etienne-de-Lugdarès. À noter, que Jean-Marie Roux est battu dans son propre canton ainsi que dans celui de son suppléant alors qu'il est nettement en tête au Vans (56,17), à Vals (54,71) et il bat même Alaize dans Aubenas (50,06).